# Pimpinella kingdon-wardii
Pimpinella kingdon-wardii är en flockblommig växtart som beskrevs av H.Wolff. Pimpinella kingdon-wardii ingår i släktet bockrötter, och familjen flockblommiga växter. Inga underarter finns listade i Catalogue of Life.